# Frieda Tiltsch
Frieda Tiltsch (ur. 21 lutego 1922, zm. 11 lipca 1994) – austriacka lekkoatletka, dyskobolka.
Dwukrotna olimpijka: podczas igrzysk w Londynie (1948) zajęła 9. miejsce, na igrzyskach w Helsinkach (1952) miała w finale tylko jedną ważną próbę i została sklasyfikowana na 18. pozycji.
Dwukrotna mistrzyni Austrii (1946 i 1950).
Trzykrotna rekordzistka kraju (39,60 w 1946; 40,95 w 1947 i 42,01 w 1948).

## Rekordy życiowe
- Rzut dyskiem – 42,46 (1952)[1][6]